# Ценхаузен-Реннерод
Ценхаузен-Реннерод (нем. Zehnhausen bei Rennerod) — община в Германии, в земле Рейнланд-Пфальц. 
Входит в состав района Вестервальд. Подчиняется управлению Реннерод.  Население составляет 405 человек (на 31 декабря 2010 года). Занимает площадь 2,96 км².